# 马晓丽
马晓丽（1990年代—），女，保安族，中华人民共和国政治人物。现任甘肃省积石山县居集镇深沟村深沟小学教师。第十四届全国政协委员。